# Тиркконен, Пауль
Па́уль Э́рнст Ви́льгельм Ти́ркконен (фин. Paul Ernst Vilhelm Tirkkonen, 9 октября 1884 — 31 августа 1968) — финский борец греко-римского стиля, призёр чемпионата мира. Брат Теодора Тиркконена.

## Биография
Родился в 1884 году в Хельсинки. В 1911 году завоевал бронзовую медаль чемпионата мира. В 1912 году принял участие в Олимпийских играх в Стокгольме, но неудачно.